# Feechopf
Le Feechopf (littéralement « Tête de fée » en suisse allemand) est un sommet du massif des Mischabels, dans les Alpes valaisannes, en Suisse, situé dans le canton du Valais, qui culmine à 3 887 m d'altitude.
Situé entre l'Alphubel au nord-ouest et l'Allalinhorn à l'est, il domine le Mellichgletscher au sud, le village de Zermatt à l'ouest et le Feegletscher et le village de Saas-Fee au nord.